# Coolus
Coolus település Franciaországban, Marne megyében. Lakosainak száma 230 fő (2022. január 1.). Coolus Cheniers, Compertrix, Écury-sur-Coole, Sarry és Villers-le-Château községekkel határos.

## Népesség
A település népességének változása:
| Lakosok száma | 189  | 223  | 200  | 223  | 213  | 218  | 222  | 220  | 220  | 230  |
|               | 1968 | 1982 | 1990 | 2006 | 2013 | 2015 | 2017 | 2019 | 2020 | 2022 |